# Andrej Iľko
Andrej Iľko (2. ledna 1925 Košice – 4. srpna 2013) narozený jako Andrej Ilyko, byl slovenský fotbalový obránce a československý reprezentant.

## Reprezentace
Za československou reprezentaci odehrál 14.10.1951 přátelské utkání s Maďarskem, které skončilo prohrou 1-2.

## Fotbalová kariéra
V československé lize hrál za ATK Praha, Dynamo ČSD Košice a Lokomotívu Košice.

## Ligová bilance
| Ročník                                     | Zápasy | Góly | Klub              |
| ------------------------------------------ | ------ | ---- | ----------------- |
| Státní liga 1948                           | -      | 0    | ATK Praha         |
| Celostátní československé mistrovství 1949 | -      | 0    | ATK Praha         |
| Celostátní československé mistrovství 1950 | -      | 0    | ATK Praha         |
| Mistrovství československé republiky 1951  | -      | 0    | Dynamo ČSD Košice |
| Mistrovství československé republiky 1952  | -      | 0    | Dynamo ČSD Košice |
| Přebor československé republiky 1953       | -      | 0    | Lokomotíva Košice |
| CELKEM                                     | -      | 0    |                   |